# Reinaldo dos Santos
Reinaldo dos Santos (10 de marzo de 1978) es un deportista brasileño que compitió en judo. Ganó una medalla de bronce en el Campeonato Panamericano de Judo de 2001 en la categoría de –66 kg.

## Palmarés internacional
| Campeonato Panamericano | Campeonato Panamericano | Campeonato Panamericano | Campeonato Panamericano |
| Año                     | Lugar                   | Medalla                 | Categoría               |
| ----------------------- | ----------------------- | ----------------------- | ----------------------- |
| 2001                    | Córdoba (Argentina)     | Medalla de bronce       | –66 kg                  |